# Sayamia sexpunctata
Sayamia sexpunctata is een krabbensoort uit de familie van de Gecarcinucidae. De wetenschappelijke naam van de soort is voor het eerst geldig gepubliceerd in 1906 door Lanchester.